# Theodor Claessen
Carl Theodor Hubert Claessen (* 27. Januar 1821 in Erkelenz; † 18. August 1898 in Erkelenz) war ein deutscher Notar und Parlamentarier.

## Leben
Theodor Claessen war ein Sohn des Notars August Claessen (* 1777 in Keyenberg, † 1854 in Erkelenz) und Franziska geborene Korschilgen (* 1785 in Köln, † 1859 in Erkelenz). Er hatte elf Geschwister, von denen drei im Kindesalter verstarben. Sein Bruder Gustav Claessen (1816–1875) wurde Landrat des Kreises Erkelenz, sein Bruder Heinrich Claessen (1813–1883) Abgeordneter im Erfurter Unionsparlament. 
Theodor Claessen heiratete 1851 Josephine Spieß (* 4. Mai 1822 in Erkelenz, † 24. November 1906 in Erkelenz). 
Theodor Claessen studierte Rechtswissenschaften unter anderem an der Rheinischen Friedrich-Wilhelms-Universität Bonn. 1842 wurde er Mitglied des Corps Saxonia Bonn. Nach dem Studium wurde er Landgerichtsassessor in Aachen. Später war er als Notar in Adenau, Randerath und Erkelenz tätig. Er wurde zum Justizrat ernannt.
Claessen wurde 1855 für den Wahlkreis Aachen 3 in das Preußische Abgeordnetenhaus gewählt. Zu Beginn der 2. Session am 29. November 1856 legte er sein Mandat nieder.